# Trianthema rhynchocalyptra
Trianthema rhynchocalyptra är en isörtsväxtart som beskrevs av Ferdinand von Mueller. Trianthema rhynchocalyptra ingår i släktet Trianthema och familjen isörtsväxter. Inga underarter finns listade i Catalogue of Life.